# Альберт Тонак
Альберт Тонак (нім. Albert Tonak; 8 березня 1906, Берлін — 30 квітня 1942) — німецький офіцер, гауптштурмфюрер СС (4 липня 1934).

## Біографія
Згідно статей Völkischen Beobachter, спочатку Торак був членом Союзу червоних фронтовиків, перш ніж приєднатися до нацистів. 4 квітня 1926 року вступив у НСДАП (партійний квиток №33 733). В 1925-27 роках був членом СА, після чого перейшов у СС (посвідчення №1 127). З 1926 року — особистий водій Йозефа Геббельса, брав участь у численних пропагандистських заходах. 22 вересня 1929 року важко поранений під час нападу на Геббельса. В 1932 році став жертвою нападу комуністів і отримав 2 ножових поранення. В 1934 році відзначився під час Ночі довгих ножів.
З 1940 року брав участь у Другій світовій війні як штурмманн СС 1-го ескадрону 2-го артилерійського полку СС «Мертва голова». В 1941 році переведений в кавалерійську бригаду СС «Варшау». Вбитий радянськими партизанами. Похований у Ржеві.
Ад'ютант Геббельса принц Фрідріх Крістіан цу Шаумбург-Ліппе відзначав, що Геббельс «сильно оплакував» Тонака.

## Сім'я
В 1930 році одружився з Фрідою Мюллер, заступницею Гертруди Шольц-Клінк.
1 липня 1937 року вдруге одружився з Лоттою Рігель. В шлюбі народились 4 дітей.

## Нагороди
- Золотий партійний знак НСДАП
- Почесний кут старих бійців
- Кільце «Мертва голова»